# La Mutinerie
Pour les articles homonymes, voir Mutinerie (homonymie).
Pour plus de détails, voir Fiche technique et Distribution.
La Mutinerie (titre original : Riot) est un film américain de Buzz Kulik sorti en 1969.

## Synopsis
En Arizona, deux détenus s'emparent des clés d'un gardien et tentent de prendre le pouvoir sur l'ensemble du pénitencier durant une gigantesque émeute qui mêle la confusion la plus totale parmi les gardiens et les prisonniers. En réalité, l'émeute doit servir à dissimuler une tentative d'évasion, au cours de laquelle de nombreux détenus et gardiens sont tués.

## Fiche technique
- Titre original : Riot
- Réalisation : Buzz Kulik
- Scénario : James Poe d'après le roman de Frank Elli
- Directeur de la photographie : Robert B. Hauser
- Montage : Edwin H. Bryant
- Musique : Christopher Komeda
- Décors : Paul Sylbert
- Production : William Castle
- Genre : Drame
- Pays :  États-Unis
- Durée : 96 minutes
- Date de sortie :
  - États-Unis : 15 janvier 1969 (New York)
  - Allemagne de l'Ouest : 28 juin 1969

## Distribution
- Jim Brown (VF : Bachir Touré) : Cully Briston
- Gene Hackman (VF : Henry Djanik) : Red (Mike en VF) Fraker
- Mike Kellin (VF : Jean Clarieux) : Bugsy
- Gerald S. O'Loughlin (VF : Serge Sauvion) : Grossman
- Ben Carruthers : Surefoot
- Clifford Davis (VF : Philippe Mareuil) : Mary Sheldon
- Bill Walker : Jake
- Jerry Thompson (VF : Philippe Dumat) : le sous-directeur John Fisk (Fish en VF)
- Ricky Summers : Gravel Gertie
- Warden Frank Eyman (VF : André Valmy) : le directeur

## Référence
1. ↑  https://www.senscritique.com/film/La_Mutinerie/20200150